# Saga Vanninen
Saga Vanninen, née le 4 mai 2003 à Tampere, est une athlète finlandaise, spécialiste des épreuves combinées.

## Biographie
Elle remporte la médaille d'or de l'heptathlon lors du Festival olympique de la jeunesse européenne 2019.
En 2021, elle est titrée à l'heptathlon aux championnats d'Europe juniors de Tallinn, où elle établit un nouveau record de Finlande junior avec 6 271 pts, puis s'impose lors des championnats du monde juniors à Nairobi (5 997 pts).
Elle décroche un nouveau titre mondial junior lors des championnats du monde juniors 2022, à Cali en Colombie, avec 6 084 pts. Elle participe en août 2022 aux championnats d'Europe à Munich pour ce qui constitue sa première compétition internationale majeure en catégorie senior. Elle se classe 10e du concours de l'heptathlon avec 6 045 pts.
Le 21 mars 2025, elle décroche un titre mondial lors des championnats du monde en salle de Nankin .

## Palmarès
| Date | Compétition                    | Lieu      | Résultat | Épreuve    | Marque         |
| ---- | ------------------------------ | --------- | -------- | ---------- | -------------- |
| 2021 | Championnats d'Europe juniors  | Tallinn   | 1re      | Heptathlon | 6 271 pts      |
| 2021 | Championnats du monde juniors  | Nairobi   | 1re      | Heptathlon | 5 997 pts      |
| 2022 | Championnats du monde juniors  | Cali      | 1re      | Heptathlon | 6 084 pts      |
| 2022 | Championnats d'Europe          | Munich    | 10e      | Heptathlon | 6 045 pts      |
| 2023 | Championnats d'Europe en salle | Istanbul  | 7e       | Pentathlon | 4 440 pts      |
| 2023 | Championnats d'Europe espoirs  | Espoo     | 1re      | Heptathlon | 6 317 pts      |
| 2023 | Championnats du monde          | Budapest  | 9e       | Heptathlon | 6 289 pts      |
| 2024 | Championnats du monde en salle | Glasgow   | 2e       | Pentathlon | 4 677 pts (NR) |
| 2024 | Jeux olympiques                | Paris     | 15e      | Heptathlon | 6 163 pts      |
| 2025 | Championnats d'Europe en salle | Apeldoorn | 1re      | Pentathlon | 4 922 pts (NR) |
| 2025 | Championnats du monde en salle | Nankin    | 1re      | Pentathlon | 4 821 pts      |

## Records
| Épreuve    | Marque         | Lieu      | Date        |
| ---------- | -------------- | --------- | ----------- |
| Heptathlon | 6 391 pts      | Götzis    | 28 mai 2023 |
| Pentathlon | 4 922 pts (NR) | Apeldoorn | 9 mars 2025 |